# Odèon de Pèricles
L'odèon de Pèricles es va construir sota el mandat de Pèricles i prop del teatre de Dionís a l'acròpoli d'Atenes.
Constava de planta quadrangular amb doble filera de columnes per a la sustentació del sostre i un propileu. Es feia servir per a les representacions musicals que van començar l'any 446 aC.